# Русакова, Дарья Николаевна
Дарья Николаевна Русакова  (14 августа 1991, Ярославль, Россия) — российская эстрадная певица, актриса кино. В списке сыгранных ролей много популярных телесериалов: «Луна» (канал СТС), «Физрук» (канал ТНТ), «Деревенщина», «Домработница» и пр.
Первая песня певицы «Капли дождя» была представлена в 2012 году и с тех пор вышло уже 10 новых песен и ремиксов на них. Все песни ротируются на крупных радиостанциях России, Украины и т. д., а также песни становятся лидерами различных чартов, занимая там первые места.

## Биография

#### Образование
Русакова Дарья Николаевна родилась 14 августа 1991 в городе Ярославль. После окончания школы она поступила в престижный московский университет — МЭСИ (Московский Государственный Институт Экономики, Статистики и Информатики), где изучала экономику. Получив красный диплом «экономиста» Дарья поступила в ТИ им. Б.Щукина на актёрское отделение.
Параллельно она получила магистерскую степень в университете МЭСИ по направлению «Маркетинг».

#### Кино и музыка
В июле 2012 года Дашу утвердили на её первую роль в телесериале. К моменту окончания обучения в институте в фильмографии Даши Русаковой насчитывалось более 10 работ, среди которых популярные телесериалы ведущих ТВ-каналов.
В октябре 2014 г. Даша Русакова приняла участие в съёмках молодёжного сериала «ЛУНА» для канала СТС.
Первая песня Даши Русаковой под названием «Капли дождя» была выпущена в октябре 2012 года.
Одна из самых популярных песен Даши Русаковой — «Монотонное да». Именно данный трек стал самым ротируемым треком по всей территории Украины на октябрь 2014 г.: Переход на сайт TOPHIT — Киевский чарт Переход на сайт TOPHIT — чарт по Украине
Кроме того, трек «Монотонное да» вошёл в ТОП-100 России по заявкам, Общий чарт ТОП-100 и Годовой чарт по Украине: Переход на сайт TOPHIT — Чарт по заявкам слушателей Переход на сайт TOPHIT — общий чарт ТОП-100 Переход на сайт TOPHIT — годовой чарт Украины

#### Личная жизнь
Даша Русакова вышла замуж в 2013 году. 24 февраля 2016 года родила сына Данилу.

## Фильмография
- 2012 — Мент в законе-6 — Катя
- 2012 — Москва. Три воказала-5 — Маша
- 2013 — Домработница — Кристина, наездница
- 2013 — След — Ольга
- 2013 — Begginers — Masha
- 2013 — Русская пятница — Полина
- 2014 — Профиль убийцы — Элла
- 2014 — Год в Тоскане — Алла
- 2014 — Рашкин (пилот, в производстве)
- 2014 — Физрук — Кристина, любовница Мамая
- 2014 — Деревенщина — Тоня
- 2014 — Родина — Даша, мисс Глобоваз
- 2015 — Луна — Аня Терентьева

## Дискография

#### Интернет-альбомы
- 2014 — Монотонное да

#### Синглы
- «Капли дождя» (2012)
- «Темная луна» (2012)
- «Сны о тебе» (2012)
- «Режиссер моих снов» (2013)
- «Параллели» (2013)
- «Твой поцелуй» (2013)
- «Чем дальше, тем больше» (2013)
- «Это ты — это я» (2013)
- «Чужой» (2013)
- «Чердак» (2014)
- «Теплые дни» (2014)
- «Сад памяти» (2014)
- «День и ночь» (2014)
- «Монотонное да» (2015)
- «Сохраню воспоминания» (2015)
- «Скука» (2015)
- «В твоей голове» (2016)
- «Без лишних разговоров» (2016)
- «Ты слишком далеко» (2017)
- «Шах и мат» (2017)

#### Видеография
| Год  | Клип                   | Режиссёр          | Автор слов/музыки                                      |
| ---- | ---------------------- | ----------------- | ------------------------------------------------------ |
| 2012 | Сны о тебе             | Александр Поляков | Дмитрий Перескоков, Виктор Чудненко/Руслан Квинта      |
| 2012 | Темная луна            | Александр Поляков | Влад Орлов                                             |
| 2013 | Параллели              | Claudio Zagarini  | Даша Русакова/Дмитрий Перескоков, Виктор Чудненко      |
| 2013 | Твой поцелуй           | Claudio Zagarini  | Даша Русакова/David Todua                              |
| 2013 | Чужой                  | Александр Поляков | Вячеслав Лыщик                                         |
| 2014 | Чем дальше, тем больше | Александр Поляков | Сергей Позняков                                        |
| 2014 | Чердак                 | Александр Поляков | Даша Русакова, Влад Орлов/Даша Русакова, Руслан Квинта |
| 2014 | Монотонное Да          | Claudio Zagarini  | Даша Русакова/Даша Русакова                            |
| 2015 | Сохраню воспоминания   | Claudio Zagarini  | Даша Русакова/Даша Русакова                            |
| 2015 | Скука                  | Claudio Zagarini  | Сергей Позняков                                        |